# くるっぴー
くるっぴーは、2000年に丸彰が発売した玩具である。

## 概要
ゼンマイ仕掛けのおもちゃで、テーブルの上などを走らせても縁に行くとクルリと向きを変えて落ちない。このことから、受験シーズンには験を担いで学生らに買われるという。
飛行機や鉄道車両、フェリーをモチーフとしたシリーズが存在する。
円錐形を向かい合わせた前輪に片側だけ駆動する後輪、車体の真ん中に直角に配置されたもう一つの駆動輪からなる。落ちないシステムは丸彰が特許を取っており、5年の歳月と1000万円の費用をかけて開発した。
2006年現在、年間で1万個、累計で30万個以上を売り上げている。
『トリビアの泉 〜素晴らしきムダ知識〜』で取り上げられたことがある。
Amazon.co.jpや楽天市場の、ネット通販で買うことができる。